# Furfuryloamina
Furfuryloamina – aromatyczny, organiczny związek chemiczny z grupy amin, pochodna furanu. Stosowany w syntezie organicznej.